# Black Riders Liberation Party
Los Black Riders Liberation Party (en español: Partido de Liberación de los Jinetes Negros) (BRLP) es una organización que defiende la supremacía negra revolucionaria, basado en los Estados Unidos. El grupo reclama la continuidad ideológica con el antiguo Partido Pantera Negra para la autodefensa y, según su sitio web oficial, organiza a sus miembros en pandillas para parar el genocidio negro y para mantenerse en pie contra la supremacía blanca y la opresión capitalista e imperialista.

## Historia

### Establecimiento
Los Black Riders Liberation Party el partido localiza sus orígenes atrás a una clase conducida en la Escuela de Formación de la Juventud en Chino, California, conducido por la Autoridad de Juventud de la California para prisioneros en la California sistema penal estatal. Entre estos era Mischa Culton, un líder que ha utiliza el seudónimo de "General T.A.C.O.," un acrónimo para "Taking All Capitalists Out" (sacar a todos los capitalistas fuera), o también "Wolverine Shakur." Inspirándose en el ejemplo histórico del Partido de Pantera Negro, luego de su liberación de prisión en 1996 Culton buscado construir una organización política representativa para los afroamericanos que habitan en guetos de Los Ángeles Central del sur y Watts.
Originalmente localizado a Sur de California, en 2010 el grupo comenzó actividades políticas en Oakland, California. En noviembre del 2012 el BRLP lanzó mitin llamado the Inter-Communal Solidarity Committee (Comité de Solidaridad Intercomunal) en Los Ángeles, tratando de construir una base social que apoyasen el crecimiento del grupo. Este nuevo frente fue inspirado por el National Committee to Combat Fascism (NCCF), (un grupo nacionalista negro activo en la zona metropolitana de Los Ángeles de acuerdo con un representante de la organización.
En marzo del 2015 el BRLP decidió tomar cartas en el asunto de la libertad de portar armas en Texas, viajando de Austin conduciendo una marcha armada desde el capitolio estatal de Texas junto al club de armas Huey P. Newton Gun Club. Celebraron en conjunto con la concurrida conferencia nombrada "South by Southwest", la marcha conjunta se llevó a cabo en un esfuerzo por "elevar el clamor por la autodefensa armada" por la comunidad negra, según los manifestantes.

## Ideología
El grupo se presenta a sí mismo como una organización de "revolucionarios negros" comprometidos en una "guerra popular" contra un "sistema capitalista opresivo" dominado por los blancos. El grupo aboga en nombre de los derechos civiles y políticos y la justicia social y busca activamente poner fin a la violencia de pandillas para "cambiar la mentalidad de pandilla en mentalidad revolucionaria".
El BRLP profesa una creencia en las ideas de socialismo revolucionario, y el Primero de mayo del 2012 formaron parte de un pequeño e ineficaz esfuerzo por realizar una "Huelga general" en Los Ángeles. El grupo afirmó que su participación el 1 de mayo fue recibida con represalias por las autoridades gubernamentales, quienes se dice que irrumpieron en la casa del líder del partido Mischa Culton dos días después con rifles automáticos durante lo que luego fue explicado como una "verificación de cumplimiento" de rutina por parte del Departamento de Correcciones y Rehabilitación de California. Los Black Riders han adoptado un manifiesto del partido conocido como el programa Black Commune que presentó muchas de las demandas del [Programa de diez puntos] original de 1966, con la adición de nuevas demandas (para la atención médica adecuada de víctimas del SIDA víctimas y el fin del comercio de crack, así como la criminalización de la comunidad negra).
El fundador y principal teórico del grupo, Mischa Culton, ha llamado a Barack Obama, (el primer presidente afroamericano de los Estados Unidos), el "último títere neocolonial" y "el gran esclavo de casa" y declaró que el gobierno y el sistema político estadounidense están "diseñados para esclavizar, masacrar y exterminar a nuestra gente fuera de este país".
Culton aboga por un movimiento autónomo dirigido por los negros, que aliente a los blancos simpatizantes a luchar contra el abuso policial y la ideología de supremacía blanca. En una entrevista de 2015 con la revista Vice declaró:

"Es importante que a los negros se les permita definirse a sí mismos y su lucha, para que los extraños no entren y coopten o diluyan nuestra justa ira revolucionaria. La forma principal es cabalgar sobre los cerdos, ir contra los cerdos. Usted tengo que estudiar la historia de John Brown, porque si no eres John Brown, también podrías salir de la ciudad."

### Programas y publicaciones
Además de su campaña de vigilancia policial nombrada "Watch a Pig" (observa al cerdo), el BRLP lleva a cabo una formación ideológica bajo el lema "Educate 2 Liberate" (Educa y libérate) y mantiene lo que llama el programa "Apoyo para los presos políticos". El BRLP lanzó su propio periódico en 2012, el epónimo "Partido de Liberación de los Jinetes Negros".

## En la cultura popular y críticas
El grupo fue parte de un documental llamado Let Um Hear Ya Coming, lanzado en 2013.
La Southern Poverty Law Center clasificó al BRLP como un grupo "separatista negro" un grupo de odio y con algunos paralelismos con con otros grupos supremacistas negros.